# Microdynerus
Microdynerus är ett släkte av steklar. Microdynerus ingår i familjen Eumenidae.

## Dottertaxa tillMicrodynerus, i alfabetisk ordning[1]
- Microdynerus abdelkader
- Microdynerus aegaeicus
- Microdynerus alastoroides
- Microdynerus anatolicus
- Microdynerus appenninicus
- Microdynerus arenicolus
- Microdynerus atriceps
- Microdynerus bakerianus
- Microdynerus bechteli
- Microdynerus bolingeri
- Microdynerus cavatus
- Microdynerus confinis
- Microdynerus curdistanicus
- Microdynerus erzincanensis
- Microdynerus eurasius
- Microdynerus exilis
- Microdynerus gibboceps
- Microdynerus globosus
- Microdynerus habitus
- Microdynerus hannibal
- Microdynerus hoetzendorfi
- Microdynerus hurdi
- Microdynerus insulanus
- Microdynerus interruptus
- Microdynerus inusitatus
- Microdynerus laticlypeus
- Microdynerus latro
- Microdynerus lissosomus
- Microdynerus longicollis
- Microdynerus ludendorffi
- Microdynerus microdynerus
- Microdynerus mirandus
- Microdynerus monolobus
- Microdynerus nitidus
- Microdynerus nugdunensis
- Microdynerus parvulus
- Microdynerus patagoniae
- Microdynerus perezi
- Microdynerus robustus
- Microdynerus rubescens
- Microdynerus rubiculus
- Microdynerus rubronotatus
- Microdynerus rufus
- Microdynerus saundersi
- Microdynerus sayi
- Microdynerus schlingeri
- Microdynerus singulus
- Microdynerus syriacus
- Microdynerus tauromenitanus
- Microdynerus timaditensis
- Microdynerus timidus
- Microdynerus tridentatus
- Microdynerus trinodus
- Microdynerus umbifer